# Fabian Edelstam (jurist)
Fabian Edelstam, född den 10 augusti 1803 i Ijo socken, Uleåborgs län, död den 14 november 1857 i Stockholm, var en svensk jurist.  

## Biografi

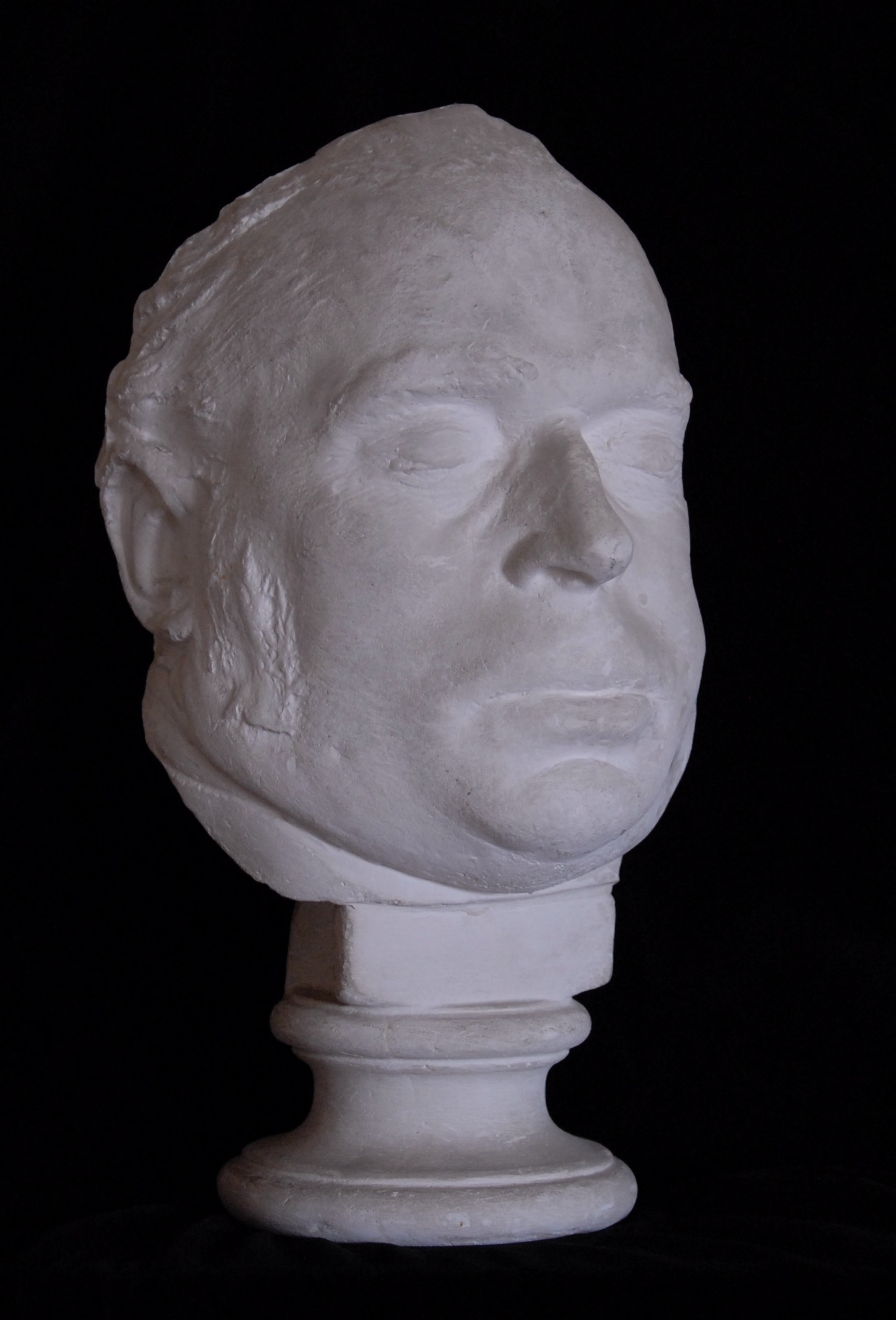
"Lagmannen F. Edelstams dödsmasque, aftagen andra dagen efter hans död."

Edelstam blev student vid Uppsala universitet 1818. Han avlade kansliexamen 1821 och hovrättsexamen 1822. Edelstam blev auskultant i Svea hovrätt 1822, extra ordinarie kanslist i justitierevisionen samma år, vice auditör vid livgardet till häst 1824 och ordinarie 1825. Han blev kopist i justitierevisionsexpeditionen 1826, notarie i överståthållarämbetets kansli och sekreterare där 1831. Edelstam erhöll avsked från auditörsbeställningen 1833 och blev regementsskrivare vid livgardet till häst samma år. Han tilldelades lagmans namn, heder och värdighet 1835. Edelstam blev kanslist i kungliga kansliet 1836 och protokollssekreterare vid justitierevisionsexpeditionen 1840. Edelstam blev ledamot av Stockholms stads brandförsäkringskontors överstyrelse 1848 och av dess direktion 1856. Han erhöll avsked från sekreterarebeställningen vid överståthållarämbetets kansli 1855. Edelstam förrättade bouppteckningen och arvskiftet efter riksmarskalken och excellensen Magnus Brahe. Bengt Hildebrand uppger i Svenskt biografiskt lexikon, att Edelstam "var en framstående jurist och erbjöds plats i Högsta domstolen men avböjde av ekonomiska skäl." Av samma skäl avböjde Edelstam 1841 erbjudandet att bli landshövding i Västernorrlands län. Han var då nybliven änkling med försörjningsansvar för fyra barn.

## Familj
Fabian Edelstam var son till landshövdingen Gustaf Fahlander, adlad Edelstam. Han gifte sig 1829 på Hagbyholm i Irsta socken, Västmanlands län, med Margareta Carolina Vilhelmina Gustava von Post, född 1806, död 1840, dotter till majoren Olof Jakob Rangel, adlad och adopterad von Post, och Hedvig Ulrika Gustava von Post. Makarna var föräldrar till Gustaf Jakob, Carl Fabian, Sophie (1834–1903) och Ernst Edelstam.
Makarna Edelstam är begravda på Norra begravningsplatsen utanför Stockholm.

## Utmärkelser
- Lagmans n.h.o.v., 1835
- Riddare av Vasaorden, 1839
- Riddare av Nordstjärneorden, 1843